# Salisbury (Australia Meridional)
Salisbury es un barrio del norte de Adelaida, Australia Meridional. Es el asiento de la Ciudad de Salisbury City of Salisbury, y la and in the Asamblea Electoral del Sur de Australia distrito electoral de Ramsay y la Cámara de Representantes de Australia divisiones de  División de Wakefield y Port Adelaide. El barrio es un área de servicio para el distrito de la Ciudad de Salisbury, con abundantes parques, tiendas, cafeterías y restaurantes. El "barrio" es un área de servicio para el distrito de la Ciudad de Salisbury, con abundancia de parques, tiendas, cafeterías y restaurantes. Parabanks Shopping Centre está además localizado en Salisbury, e incluye Harris Scarfe y Big W como sus tiendas principales.
La Ciudad of Salisbury está situada a 25 kilómetros del norte de Adelaida. Cubre 161 kilómetros cuadrados del playas del Golfo St Vincent hasta las Adelaide Hills. El terreno es mayormente plano con el Little Para River serpenteando su camino a través del distrito hacia el mar.
Salisbury, y los barrios de alrededores del nortes incluyendo Elizabeth, tienen un relativo alto índice de criminalidad.

## Historia
Salisbury fue fundada cuando John Harvey empezó vendiendo asignaciones de la ciudad en 1848, de la tierra que él había comprado a lo largo del Little Para River el año anterior. La ciudad fue nombrada por Salisbury (Reino Unido) lo que estaba cerca de la ciudad de su mujer. Salisbury started its life as a service centre for the surrounding wheat and hay farms. La Oficina de Correos de Salisbury Post Office abrió alrededor de marzo de 1850. Creció lentamente (desde una población de 400-500 en 1881) hasta 1940 cuando el establecimiento de una fábrica de explosivos dobló la población. La fábrica, que ocupaba 4.5 millas cuadradas, estuvo en producción desde mediados de 1943 y para enero de 1943 empleaba 6,500 personas para producir 135,000 proyectiles, bombas y minas semanalmente.

## Transporte
Salisbury es donde la línea de ancho internacional para Crystal Brook diverge de la línea de trocha ancha a Gawler. Hasta la década de 1980, esta línea era de trocha ancha.
Los trenes desde y hasta Adelaida y Gawler operan cada 15 minutos fuera de horas punta de lunes a viernes, y cada 30 minutos durante los sábados y domingos. Por las noches, operan cada hora.
En las horas puntas por la mañana, hay varios trenes que operan non-stop entre Salisbury y Adelaide (o hacen solo una parada, en Mawson Interchange).  Estos son utilizados por el considerable número de trabajadores que aparcan sus vehículos o hacen transbordo de autobuses en Salisbury Interchange.
Los autobuses locales desde Salisbury Interchange, programadas para conectar con trenes desde y hasta Adelaida, usan el sistema de tickets integrados del Metro de Adelaida. En mayo de 2012 hay 13 rutas de autobuses locales proporcionando enlaces a muchos barrios del norte, tales como las rutas 400 y 430 hasta Elizabeth, la ruta 415V hasta Golden Grove, las rutas 224, 225, 411 hasta Mawson Lakes, las rutas 225, 500, 502, 560 to Para Hills, las rutas 401, 411 hasta Paralowie y las rutas 404, 405 hasta Parafield Gardens.
Salisbury es una de las pocas estaciones en la red del Metro de Adelaida con una oficina de ticket personal. Salisbury es la tercera estación más concurrida en la entera red de Adelaida después de la Estación de Ferrocarril de Adelaida y el Centro Noarlunga.
En 1985 la estación de Salisbury fue reconstruida como un mejor intercambiador bus/ferrocarril. Este fue el segundo propósito-construido intercambiador de transportes en el área metropolitana de Adelaida (el primero había sido el de Noarlunga Centre).